# Koleno
Koleno je največji sklep v telesu. Je zveza med čvršema stegnenice, zgornjo površino golenice in pogačico. Zaradi neskladnosti sklepnih površin sta med stegnenico in golenico vložena dva vezivno hrustančna vložka - meniskusa (meniscus lateralis et medialis). Medialni meniskus ima obliko odprtega C in je manj gibljiv od stranskega. Oba meniskusa sta pritrjena na zgornjo sklepno površino golenice (facies articularis superior tibiae) ob interkondilarni eminenci. Sklep ojačujejo anterolateralna vez, notranja in zunanja obstranska vez, sprednja in zadnja križna vez ter kita štiriglave stegenske mišice (lig. patellae). Sklep je po mehaniki kombiniran, tečajast in čepast s prečno in vzdolžno ležečima osema.

## Mišice, ki sodelujejo pri gibanju
Sklep se lahko upogiba (flektira) in izteza (ekstendira), rotira pa le, kadar je sklep delno upognjen. Pomembnejši fleksorji kolenskega sklepa so mišice: biceps femoris, semitendinosus, semimembranosus in gracilis (na stegnu) ter mišice triceps surae, popliteus in plantaris (na goleni).

### Fleksija
- dvoglava stegenska mišica (m. biceps femoris)
- polopnasta mišica (m. semimembranosus)
- polkitasta mišica (m. semitendinosus)
- podkolenska mišica (m. popliteus)
- krojaška mišica (musculus sartorius)
- sloka mišica (musculus gracilis)
- dvoglava mečna mišica (m. gastrocnemius)

### Ekstenzija
- štiriglava stegenska mišica (m. quadriceps femoris)